# Grand Theft Auto 2
Grand Theft Auto 2 (сокр. GTA 2) — компьютерная игра в жанре action-adventure, продолжение Grand Theft Auto, разработанная компанией DMA Design (ныне Rockstar North).
С 22 декабря 2004 года современная PC-версия игры GTA 2, содержащая многопользовательский режим, была доступна для скачивания на официальном сайте Rockstar Games (на данный момент скачивание недоступно). Игра доступна на Steam с 4 января 2008 года.
В России игра была локализована и издана компанией «Бука» под названием «GTA 2: Беспредел».

## Место действия и стиль игры
В отличие от других игр серии, действие игры происходит в будущем (на момент выхода игры) (игровая документация упоминает «через три недели в будущем» и «Х недель в будущем» или «Х минут в будущем», однако на официальном сайте Rockstar пишется конкретная дата — 2013 год  Архивная копия от 3 февраля 2009 на Wayback Machine) в мегаполисе, называемом в игре только как Anywhere City (Город Где угодно). Прототип города неизвестен, однако в снятом для повышения популярности игры ролике показан Нью-Йорк. Стиль игры стал более эстетичным, совместив в себе киберпанк и старомодные машины. Город Anywhere City состоит из трёх уровней, или «районов». Первый уровень — The Downtown District, который включает в себя казино, отели и множество институтов и университетов. Вторая зона — The Residential District — содержит городскую тюрьму, трейлерный парк с клубом в стиле Элвиса под названием «Disgracelands», исследовательский центр и огромную гидроэлектростанцию. Третий район называется The Industrial District и содержит большой порт, мясокомбинат и храм Кришны.

## Игровой процесс

Полиция гонится за игроком (в центре)

Версия на PlayStation

Grand Theft Auto 2 использует вид сверху и также возвращает идею кражи машин и работы на различные банды. Игрок играет за героя по имени Клод Спид (англ. Claude Speed). В отличие от Grand Theft Auto в PC-версии Grand Theft Auto 2 имеется возможность включения ночного режима и дневного (выбирается в Grand Theft Auto 2 Manager перед входом в меню игры на закладке видео).
Практически в каждом районе существуют по крайней мере одна банда, каждая из которых отличается своими собственными особенностями, автомобилями, и поведением. Примкнув к одной из банд, игрок может снизить авторитет и тем самым испортить отношения с другой и наоборот.
Задания игроку даются по телефонам, расположенным на территориях банд. Существуют телефоны трёх цветов: зелёного — лёгкие задания, жёлтого — задания средней сложности и красного — трудные задания, существуют также телефоны голубого цвета, по которым игрок может узнать краткую информацию о бандах. Доступность заданий от каждой конкретной банды напрямую зависит от авторитета и отношений игрока с ней: чем выше авторитет и лучше отношения игрока с бандой, тем более сложные задания от неё доступны для него, и наоборот.
На каждом уровне имеется 22 задания: по 7 от каждой из 3 банд, и финальное «последнее задание», когда за игроком начинают охоту главари банд того района, где он находится. «Последнее задание» считается выполненным, когда все 3 главаря оказываются уничтоженными.
Цель состоит в том, чтобы достигнуть определённой суммы денег на игровом счету, которая даст возможность для перехода в каждый следующий уровень:
- $1 000 000 — в первом районе;
- $3 000 000 — во втором;
- $5 000 000 — в третьем.

В оригинальном Grand Theft Auto игрока преследовала только полиция, но в Grand Theft Auto 2 также добавлены SWAT, федеральные агенты и армейские силы, если рейтинг опасности игрока достаточно высок.
В отличие от Grand Theft Auto, в Grand Theft Auto 2 появилась возможность сохранить игру. Если игрок входит в церковь, которая располагается в каждом районе города, с достаточным количеством денег (одно сохранение в любом районе стоит $50 000), голос возвещает «Аллилуйя! Ещё одна душа спасена!» (англ. Hallelujah! Another soul saved!). Такой каламбур (для англоговорящего игрока) уведомлял, что игра сохранена. Если же игроку не хватало денег, тот же голос восклицал «Проклятье! Нет подношения — нет спасения!» (англ. Damnation! No donation, no salvation!) (в последующих играх серии места сохранения стали бесплатными). Эти голосовые сообщения отсутствуют в версии для PlayStation.
Множество изменений произошло в жизни города. Гражданские автомобили и пешеходы играют существенную роль в геймплее. На улицах бродят такие же угонщики, как и сам игрок, которые могут украсть у него машину, пешеходы садятся и ездят на такси. Кроме того полиция, пешеходы и члены банд вступают в перестрелки и драки без участия игрока.
В игру включены второстепенные миссии, например игрок может зарабатывать деньги водителем такси или водителем автобуса.
PS1-версия Grand Theft Auto 2 более простая, чем PC-версия. Например, уменьшено количество участников банд и пешеходов на улицах, а также уменьшено количество необходимых смертей для завершения миссии «Бешенства».

### Банды
Grand Theft Auto 2 содержит семь различных банд. В каждом районе города появляются лишь три из них. Корпорация Дзайбацу появляется в каждом районе.
- Корпорация Дзайбацу (англ. Zaibatsu Corporation) (символ: жёлтая буква «Z») — появляются во всех районах и несмотря на то, что эта Корпорация кажется вполне легальной (создает все — начиная с автомобилей и заканчивая медикаментами), но на самом деле также вовлечена в наркобизнес, заказные убийства и теневую политику. Их автомобили, называемые Z-Type, вторые по скорости по сравнению с машинами других банд. В каждом последующем районе лидер отличается от предыдущего (вне зависимости, было ли выполнено «последнее задание» или нет): Трей Уэлш в Commercial District, Ред Валдез в Residential District и Уно Карб в Industrial District. Цвет их банды — серый. Название корпорации происходит от японского слова «zaibatsu», которое переводится как «конгломерат». В первом уровне территория Zaibatsu — районы Зарелли и Омнитрон (север — северо-восток — восток уровня); во втором — Деревня Zaibatsu и районы Кайман и Ксенотон (север — северо-восток уровня); в третьем уровне — районы Эскобар, Латтеро, Сеннора и Байано (запад — юго-запад уровня). Члены банды могут быть без оружия, так и с пистолетами (в случае высокого уровня ненависти к игроку могут вооружаться дробовиками, двустволками, автоматами во 2-м районе; автоматами и гранатометами в 3-м (самая опасная банда для игрока в случае плохих с ней отношений из-за тяжёлого вооружения), в первом районе независимо от авторитета игрока вооружены только пистолетами, кроме бандитов, участвующих при прохождении заданий).
- Отморозки (англ. Loonies) (символ: улыбающийся смайлик) — они появляются в первом районе. Совершено сумасшедшие бандиты. Их машина, Дементия, зелёный минивэн с их знаком на крыше. Отморозки контролируют северо-западную часть первого уровня, а именно — университет «SunnySide» и прилегающий к нему район Фрутбат. Имеют самую маленькую среди банд контролируемую территорию. Их босс — Элмо. Отморозки носят хирургические халаты светло-зелёного цвета. Если прислушаться, то на территории банды можно услышать сумасшедший смех. Ходят по улице только с пистолетами независимо от уровня ненависти к игроку (за исключением нескольких сюжетных миссий) либо без оружия.
- Якудза (англ. Yakuza) (символ: синий знак йены ¥) также появляются в первом районе. Они создают наркотики в J-Лаборатории — это один из их сильнейших бизнесов. Их босс Джонни Зоо. Цвет банды — темно-синий. Их автомобили называются Y-Type (также известные как Miara). Их штаб находится рядом с доками, также как и J-Лаборатория. Якудза контролирует южную и юго-западную части первого уровня, а именно — районы Сирото, Укита и Фунабаси. Члены банды при любом авторитете игрока используют только пистолеты (за исключением нескольких бандитов, которые появляются по ходу прохождения миссий), либо без оружия.
- Учёные СРС (Секс и репродуктивные системы) (англ. SRS Scientists) (символ: золотой щит) — Их штаб-квартира находится во втором районе. Их тайный исследовательский институт использует довольно своеобразную практику. Их бизнес — разработка новейшего оружия, а также клонирование, генетическая инженерия и робототехника. Их лидер — доктор ЛаБрат, исландец. Все их «уличные» бойцы являются генетически выведенными солдатами-клонами. Их машина Meteor — самая быстрая машина из всех, которые есть у банд. Учёные контролируют южную и юго-восточную части второго уровня, а именно — районы Ксанаду, Доминатрикс, Ларго и Стромберг. Штаб учёных — Исследовательский Центр. Цвет банды — золотистый. При положительном или при некритичном отрицательном авторитете игрока вооружены пистолетами, если насолить банде сильнее — то в ход идут автоматы, а в случае крайне низкого авторитета — огнемёты, поэтому эта банда самая опасная для игрока во втором районе, в случае если у него установятся плохие с ней отношения.
- Деревенщины (англ. Rednecks) (символ: флаг конфедерации) — возглавляемые Билли Бобом Беном, они появляются во втором районе и являются преданными фанатами Элвиса Пресли. Они специализируются на взрывчатке. Их бизнес — изготовление и продажа самогона. Их машина — синий пикап. Деревенщины контролируют западную и северо-западную части второго уровня, а именно — Трейлерный парк и районы Редэмшн, Гунтерсвилль и Табаско. Цвет банды — ярко-синий. Также как и учёные, меняют оружие в зависимости от степени ненависти к игроку — от пистолетов до автоматов и коктейля молотова.
- Русская мафия (англ. Russian mafia) (символ: красная звезда) — Они появляются в третьем районе. Их специализация: заказные убийства и продажа оружия. Их автомобиль Bulwark — самый прочный в игре среди машин банд (выдерживает прямое попадание из гранатомёта, а также взрыв ручной гранаты и «коктейля Молотова»). Русская мафия контролирует северную и северо-восточную части третьего уровня, а именно — морской порт (Доки Аджери и Доки Лубянки), прилегающий к нему университет (Высоты Аджери), очистной завод им. Говнина, а также районы Правда, Лубянка и Крым. Глава банды — Жерков (в русской локализации — Хренов). Цвет банды — красный. При хороших или нейтральных отношениях с ней вооружены как и все банды стандартным оружием: пистолетом, по мере ухудшения отношений с игроком на улицах их территорий появляются бойцы с автоматами, двустволками и дробовиками.
- Кришнаиты (англ. Hare Krishna) (символ: оранжевый цветок) — Они появляются в третьем районе. Их машина — Karma Bus, большой жёлтый школьный автобус с нарисованными цветами на крыше. Кришнаиты контролируют восточную и юго-восточную части третьего уровня, а именно — Ведический Храм, Молельня и районы Нарайана и Махариши. Их босс — Солнечный Луч. Цвет их банды — оранжевый. В документации к GTA 2 говорится, что их бизнес — кража и уничтожение транспортных средств, но на самом в деле в игре они только и делают, что защищают самих себя (отсылка к Grand Theft Auto, где их называли Gourangas и игрок получал бонус если задавит всех кришнаитов). По оружию — как и все остальные банды в трёх районах, меняют его от обычных пистолетов при положительном авторитете до коктейля молотова, автоматов и огнемётов при резко отрицательном.

Также на улицах города присутствуют 2 вида преступников, не относящиеся к бандам:
- Автоворы (угонщики) одеты в светло-зелёные майки и синие шорты. Не вооружены, никакого сопротивления оказать не способны. Автомобили угоняют прямо на дороге: как правило, пока автомобиль стоит на светофоре или движется с малой скоростью, вор подбегает к нему и выбрасывает водителя наружу, после чего удаляется на угнанном авто с большой скоростью, игнорируя при этом светофоры (только в первом районе поведение угонщиков почти не отличается от стиля езды обычных водителей). Угоняют практически любые виды автомобилей, но часто предпочитают инкассаторские фургоны. Игрок также может стать жертвой автовора. Автомобили, находящиеся на стоянках и парковках, автоворы не трогают. Автоворы ездят на угнанном автомобиле недолго, после чего выходят из машины, оставив её посреди дороги (это будет показано, только если игрок станет преследовать автоугонщика). Угонщики не трогают машину игрока, если она снаряжена бомбой или другим оборудованием.
- Уличные грабители — одеты в красные майки с длинными белыми рукавами и синие шорты. Единственное средство воздействия на окружающих — кулаки, с помощью которых грабитель выбивает деньги из прохожих. Игрок также может стать жертвой уличного грабителя — каждую секунду он будет красть по 10$. Уличные грабители также склонны нападать и на членов банд, после чего те начинают гоняться за ним, чтобы убить.

Оба вышеперечисленных вида преступников действуют одиночно, то есть, в любой момент игрового времени вы сможете увидеть среди прохожих только одного автовора и/или уличного грабителя.
В игре присутствует небольшое количество вооружённых пистолетами водителей, применяющих оружие при попытке отъёма их транспортного средства. Вооружённым может быть водитель любого автомобиля, но чаще всего вооружены таксисты, водители инкассаторских фургонов и шофёры лимузинов.
Иногда водители при попытке угона обратно отбирают у вас машины, некоторые из них могут быть вооружены пистолетами.

## Полиция
Во второй части заметно улучшен интеллект полиции по сравнению с первой частью. Возможно он (ИИ) даже превосходит ИИ более поздних 3D версий GTA 3 и Grand Theft Auto: Vice City. Теперь даже одна звезда («голова») представляет угрозу, так как даже одна машина будет преследовать вас на полной скорости. Уйти от погони можно встав в безлюдном месте (одна голова), либо перекрасив машину, если более одной головы. Так же завершение миссий сбрасывает уровень розыска. Именно с этой части игры появилась полноценная система розыска из 6 звезд, где есть полиция, спецназ, ФБР и армия.

### Уровни общественной угрозы
Уровень общественной угрозы показывает, насколько правоохранительные органы заинтересованы в поимке игрока. Индикатором служит определённое количество полицейских голов в верхней части экрана. В случае, если правоохранительные органы знают местонахождение игрока, головы двигаются вверх-вниз, если не знают, то головы стоят смирно.
- I уровень (одна голова) — на поимку игрока выслали пару отрядов полиции. Если вовремя запрятаться вдали от дороги, то вскоре полиция отстанет. Обычно данное преследование начинается, если вы убиваете человека или угоняете машину на глазах у патрульных, а также если оставляете вмятину на их автомобиле.
- II уровень (две головы) — полиция ведёт настойчивую погоню и от хвоста можно избавиться только перекрасив машину, закончив задание (в том числе и жажду смерти) или подобрав бонус «взятка полицейским».
- III уровень (три головы) — действия полиции становятся более агрессивными. На дорогах возводят баррикады из полицейских машин.
- IV уровень (четыре головы) — к полиции подключается SWAT. Бойцы SWAT ездят на бронированных микроавтобусах по 4 человека. Вооружены пистолетами, носят бронежилеты, поэтому легче оторваться от них, чем убить.
- V уровень (пять голов) — полицию и SWAT заменяют правительственные агенты на чёрных спецмашинах. В каждой спецмашине по 2 агента, один из которых вооружён дробовиком, а другой — UZI с глушителем (при этом в случае необходимости любой агент может сменить автомат на дробовик и наоборот). Также, как и полиция, агенты перекрывают дороги, создавая барьеры из своих машин. Этот уровень можно достигнуть только во 2-м и 3-м районах.
- VI уровень (шесть голов) — с улиц города почти полностью исчезают прохожие и гражданские автомобили и вводятся армейские силы. Солдаты ходят по улицам толпами, вооруженные UZI и расстреливающие игрока при первом приближении. Город патрулируют на джипах, бронированных фургонах и танках, но они не оказывают сопротивления. Баррикады спецмашин сменяются на танковые, которые стреляют по игроку. В этом случае почти невозможно выжить, если только заранее не приготовить гражданский автомобиль для перекраски или если не действовать неподалёку от бонуса «взятка полиции». Этот уровень можно достигнуть только в 3-м районе (за исключением миссии «С Новым Трупом» у банды Деревенщин во 2-м районе).

Бойцы SWAT, правительственные агенты и армейские силы, в отличие от обычных полицейских, никогда не пытаются арестовать игрока — только убить. Полицейские стреляют только тогда, когда игрок находится внутри транспорта.

## Саундтрек
В каждой зоне игрового города игроком могут быть прослушаны по пять радиостанций из всех одиннадцати, представленных в Grand Theft Auto 2. Радиостанции можно прослушать, когда игрок находится в транспортных средствах. В отличие от других версий в версиях игры для PC и PlayStation игрок имеет возможность переключать радиостанции. Радиостанция «Head Radio» также появляется в GTA, GTA III и GTA: Liberty City Stories.
Каждая группировка в игре также имеет свою радиостанцию, которая транслируется на территории одной зоны города.
Все песни исполняют Conor & Jay, но под разными псевдонимами.
- Head Radio — самая большая коммерческая радиостанция в городе. Она может быть принята во всех районах.
- Rockstar Radio — коммерческая радиостанция в зоне Downtown Area.
- KREZ — коммерческая радиостанция Residential Area.
- Lo-Fi FM — коммерческая станция в зоне Industrial Area.
- Futuro FM — радиостанция Дзайбацу. Может быть принята во всех зонах.
- Funami FM — станция Якудза в Downtown Area.
- Lithium FM — станция Отморозков (англ. Loonies).
- Rebel Radio/KING — станция Деревенщин (Rednecks).
- Osmosis Radio — станция учёных СРС.
- Heavenly Radio — радиостанция банды кришнаитов.
- KGBH — радиостанция Русской мафии. Название является сплавом аббревиатур KGB и GBH (Grievous bodily harm).

## Фильм по мотивам игры
Вводное видео к игре является нарезкой из восьмиминутного короткометражного фильма, снятого в 1999 году для повышения популярности игры. Данный фильм доступен для свободного скачивания с сайта Rockstar Games. Главного героя игры Клода Спида в данном фильме играет британский актёр и модель Скотт Маслен. В конце фильма в спину Клода стреляет киллер, нанятый дзайбацу. Из-за цензуры концовка с убийством Клода не вошла в фильм на версии игры для PlayStation.

## Оценки
| Сводный рейтинг       | Сводный рейтинг                                       |
| Агрегатор             | Оценка                                                |
| --------------------- | ----------------------------------------------------- |
| GameRankings          | 71,50 % (ПК) 70,80 % (SDC) 69,92 % (PS) 35,00 % (GBC) |
| Metacritic            | 70/100 (PS1)                                          |
| Иноязычные издания    |                                                       |
| Издание               | Оценка                                                |
| Edge                  | 8/10                                                  |
| GameSpot              | 6,9/10 (PS1) 6,9/10 (DC) 6,8/10 (PC)                  |
| IGN                   | 7,3/10 (PC) 6,8/10 (PS1) 6,7/10 (DC)                  |
| Next Generation       | [ 18 ]                                                |
| Русскоязычные издания |                                                       |
| Издание               | Оценка                                                |
| «Игромания»           | 9,1/10                                                |

Grand Theft Auto 2 получила неоднозначные отзывы. Графика игры вызвала неоднозначную реакцию критиков, которые отметили, что она почти не отличается от графики в оригинальной игре. Тал Блевинс из IGN назвал их «в лучшем случае средними» и что пейзаж «трудно оценить» . Джефф Герстманн из GameSpot сказал, что «графика выглядит немного простой». Саундтрек к игре получил положительные отзывы, причем Джефф Герстманн назвал его «отличным саундтреком», и что он «полностью отражает стиль станции. оригинальная игра». Тал Блевинс из IGN назвал это «одной из лучших особенностей» игры.